# Aqua Virgo
Aqua Virgo je bil eden od enajstih rimskih akvaduktov, ki so oskrbovali z vodo antični Rim. Akvadukt se je s padcem Zahodnega rimskega cesarstva prenehal uporabljati, vendar je bil popolnoma obnovljen skoraj tisočletje kasneje v času italijanske renesanse, da bi postal sedanja oblika Acqua Vergine. Aqua Virgo je leta 19 pred našim štetjem dokončal Mark Vipsanij Agripa, v času vladavine cesarja Avgusta. Njegov vir je tik pred 8. miljnikom severno od ulice Via Collatina, na močvirnem območju približno 3 km od Via Praenestina. Dopolnjevalo ga je tudi več napajalnih kanalov ob njegovem toku. Ime naj bi izhajalo iz čistosti in jasnosti vode, ker ni bistvene vsebnosti apnenca. Po legendi, ki jo je ponovil Frontin, so žejni rimski vojaki vprašali mlado dekle za vodo, ta jih je usmerila k izvirom, ki so kasneje oskrbovali vodovod. Po njej je dobil ime Aqua Virgo.
Vzdolž njegovega poteka več kot 20 km je akvadukt padel le 4 m, da bi dosegel Rim v središču Marsovega polja. Na svojem višku je akvadukt lahko dnevno dobavljal več kot 100.000 kubičnih metrov vode. Potekal je pod zemljo skoraj po celotni dolžini, razen zadnjega odseka 1835 m, ki poteka na ločnem mostu na območju Marsovega polja (Campus Martius), od katerih je en odsek ostal v Via del Nazzareno. Klavdij I. ga je obnovil leta 46, o čemer priča napis na arhitravu, ki navaja, da je na obnovil velik del akvadukta, ker je Kaligula odstranil kamenje za gradnjo amfiteatra.
V letu 537 so Goti, ki so oblegali Rim, poskušali uporabiti ta podzemni kanal kot skrivno pot za napad na Rim, kot pravi Prokopij iz Cezareje. Po propadu rimskega cesarstva je Aqua Virgo popravil papež Hadrijan I. v 8. stoletju. Leta 1453 je papež Nikolaj V. opravil popolno obnovo in obsežno preoblikovanje od izvira do končnih točk med Pinciom in Kvirinalom ter znotraj Campo Marzia in ga posvetil kot Acqua Vergine. Vodil je tudi do vodnjaka Trevi in vodnjakov na Piazza del Popolo, ki jo še danes uporabljajo. V 1930-ih letih je bila izdelana različica pod pritiskom, Acqua Vergine Nuovo, ločena od drugih kanalov. Akvadukt se lahko vidi pod Španskimi stopnicami in v vili Medičejcev, kjer spiralno stopnišče v brezhibnem stanju še vedno vodi v podzemni vod.

## Pisni viri o antičnih rimskih akvaduktih
Vitruvij, rimski arhitekt, ki je delal za Cezarja in Avgusta, je napisal De Architectura ('v prevodu 'O arhitekturi') . Eden od konceptov De Architecture je, da je kakovost arhitekturnega dela odvisna od družbenega pomena umetnikovega dela, ne od oblike ali izdelave samega dela. Druga trditev Vitruvija je, da mora struktura pokazati tri lastnosti firmitas, utilitas in vinustas (mora biti močna in trajna, uporabna, lepa in elegantna).
Sextus Julius Frontinus (Frontin) je napisal Akvadukti v Rimu, ki so študija o oskrbi z vodo v rimskem imperiju. Poudarja, da je blaginja mestne skupnosti v Rimu odvisna od kakovosti oskrbe z vodo. 

## Trase skozi Rim
Veliko raziskav je bilo opravljenih na akvaduktih starega Rima, predvsem o načrtovanju poteka teh akvaduktov iz njihovih virov v Rimu in o sledenju njihovih poti od vstopnih točk do končnih distribucijskih centrov. Dopolnitev z akvadukti, ki so že bili v uporabi ne le v smislu geografske porazdelitve, temveč tudi v funkciji, je bila ena najbolj specializiranih lastnosti akvaduktov starega Rima. Aqua Virgo je vstopil v mesto s severa nad Pincianom in potekal 700 korakov od točke vstopa pod Horti Lucullani do kraja na Marsovem polju pred Saepta Julio. Z lahkoto sledljivih današnjih 700 korakov se začne v trikotniku, ki ga tvorijo sodobne ulice Capo le Case, Due Macelli in South Giuseppe. Od te točke je tekel do vodnjaka Trevi, kjer se je nato obrnil proti zahodu in prečkal Via Lata v Palazzo Sciarra. Prečkal je številne loke, ki so jih odkrili leta 1871, čeprav je Frontin zapisal, da se je končal pri Saepti. Po kasnejši razlagi je bilo ugotovljeno, da so se loki akvadukta nadaljevali po ulici Via del Seminario do točke vzhodno od Panteona.
V 17. stoletju so pred cerkvijo svetega Ignazia našli obsežne svinčene cevi, za katere so mnogi verjeli, da je to končna razdelitev za akvadukt, čeprav je bila ta teorija od takrat podvržena nadzoru v luči nedavnih dokazov. Zaradi glavnih razlogov, zaradi katerih je Aqua Virgo oskrboval Agripove terme in oskrboval z vodo v neustrezno vročenih območjih VII, IX in XIV v Rimu, se je akvadukt nadaljeval po Panteonu in kopališčih. Voda je bila prenesena preko Agripovega mostu, potem ko je bila prvič prepeljana iz nizkega območja Marsovega polja preko višjega grebena, ki obkroža kotlino Panteona, z uporabo sistema za odvodnjavanje v kopališčih in Stagnuma (umetno jezero) in Euripas (umetni kanal za kopanje), kjer se je izlil v reko Tibero. [6

## Konstrukcijski elementi

### Naprave
Poleg standardnih meritev nivojev vode, ki so podobni tistim, ki jih danes uporabljajo pogodbeni izvajalci, so se v starih rimskih časih uporabljale tudi druge vrste naprav.
- Chrobates, klop z utežnimi vrvicami na bokih za merjenje kota tal. Sistem je imel zareze in kratek kanal v sredini, ki bi ga lahko uporabili za določanje smeri pretoka vode.[7]
- Dioptra je bila druga naprava, ki je ležala na tleh in je bila na vrhu nastavljiva z natančnimi vijaki za preverjanje kota različnih naklonov z gledanjem skozi vrtljive merke.

Vitruvij pojasnjuje, da čeprav se lahko zdi, da so chorobates boljši od dioptre v projektu, kot so akvadukti, ti niso imuni na veter, ki moti padalo na napravi (utežne vrvice), ker sta bila dioptra in vodna gladina imuna na to.
- Groma je še eno geodetsko orodje, ki se je uporabljalo v starih rimskih časih. Čeprav ni nobena ohranjena nedotaknjena, se domneva, da so deli najdeni v grobnici Lukija Ebutija Fausta in v geodetski delavnici v ostankih Pompejev. Možna rekonstrukcija te naprave iz teh ostankov je, da je morda bila gred z lesenimi ročicami obdanimi s pločevino v obliki križa na vrhu in bronastim kotnim nosilcem v bližini središča rok, da se prepreči netočnost in obraba lesa z navpično linijo, ki visi ob koncu vsake roke. Svinčnici na koncu linije sta bili par v dveh, nasproti drug druge rok. Ena bi gledala navzdol na nasprotni strani, da bi dobili odčitek, ko je bil križ izven centra. Križ je bil postavljen na nosilec in ne neposredno na gred. Dno nosilca je bilo nameščeno v bronasti ovratnik, ki je bil postavljen na vrh droga. Oddaljenost vodoravno od središča križa je bila 23,5 cm, medtem ko je bil drog lahko dolg 2 m. Groma je omogočila določanje ravnih črt, kvadratov, pravokotnikov in drugih geometrijskih oblik.
- Prenosna sončna ura je bila prav tako na voljo za uporabo v tem času, kot je razvidno iz ostankov, ki so bili najdeni v Pompejih. Ne samo, da bi lahko povedala čas, ampak bi si lahko ogledali tudi zgradbe med seboj.
- Libella je bil še en nivelirni instrument, ki se je uporabljal v tem času in je sestavljala okvir v obliki A z vodoravno palico na vrhu. Višina vrvice je bila spuščena navzdol do spodnje palice, kar kaže, kdaj je bil instrument uravnan.

### Priprave za dviganje
V rimskih časih so pri gradnji templjev, visokih zgradb, mostov in lokov uporabljali veliko orodij za dviganje, da bi premaknili velike kamnite bloke in materiale, na primer iz kamnoloma na delovišče in nato dvignili na svoje mesto.
- Vitel je bil sestavljen iz bobna na horizontalni osi, zasidran proti premiku. Napenjanje vrvi na boben z uporabo neke oblike prijemala se vrti. Vitel bi se v rimskih časih uporabljal v žerjavih.
- Zobato kolo je najbolj primitivno orodje in so ga Egipčani uporabili za dvigovanje vode z eno prestavo, ki je bila obrnjena na vodoravno os, ki bi na navpični osi zavrtela še eno prestavo.
- Za dvigovanje vode so Rimljani uporabili orodje, imenovano timpanum, ki ga je sestavljalo veliko kolo z mnogimi notranjimi sekcijskimi komorami.
- Druga naprava za dviganje vode je bil polž, ki je obsegala spiralno obračanje znotraj cevi.
- Ctesibica machina je bila črpalka, ki je lahko dvignila vodo na veliko višino. Kot je opisal Vitruvij:

Izdelan bo iz brona. Spodnji del je sestavljen iz dveh podobnih valjev na majhni razdalji med seboj, z izstopnimi cevmi. Te cevi se konvergirajo kot zobje vilic in se srečajo v posodi, ki je v sredini. V tej posodi je treba ventile natančno namestiti nad zgornje odprtine cevi. In ventili, ki zapirajo usta cevi, zadržijo tisto, kar je bilo prisiljeno z zrakom v posodo. Nad posodo je nameščen in pritrjen pokrov, kot je obrnjen lijak, ki je dobro zatičen, tako da sila vhodne vode ne more povzročiti dvigovanja pokrova. Na pokrovu pip, ki se imenuje trobenta, je z njo spojena in postavljena navpično. Valji imajo pod spodnjimi odprtinami cevi ventile, vstavljene nad odprtine v njihovih osnovah. Bati se sedaj vstavijo od zgoraj, zaokroženi na stružnici, in dobro naoljeni. Ker so tako zaprti v valjih, jih obdelujejo z batnicami in vzvodi. Zrak in voda v cilindrih, po tem ko ventili zaprejo spodnje odprtine, jo bati poganjajo naprej. S takšnim napihovanjem in posledičnim pritiskom potiskajo vodo skozi odprtine cevi v posodo. Lijak prejme vodo in jo potisne s pnevmatskim tlakom skozi cev. Zagotovljen je rezervoar in na ta način se voda od spodaj napaja za fontane.

## Izvedba
Večina starodavnih akvaduktov so bili gravitacijski sistemi, to je z zagotavljanjem, da je bil vir višji od konca in načrtovanjem enotnega poteka, da bi akvadukt sledil naklonu navzdol, gravitacija pa bi zagotovila vso moč, potrebno za pretok vode. Akvadukti so bili večinoma dolgi, kanali približno 50 cm do enega metra pod zemljo, v predorih in ceveh in samo končni odseki akvaduktov so uporabljali ločne mostove. Kanali so bili narejeni iz treh vrst materiala, zidovja (najpogostejša oblika), svinčenih cevi in terakote. Ti kanali so bili narejeni s tehniko »rezanja in pokrivanja«, kjer je bila kanalska pot odrezana v zemljo in nato prekrita, da bi lahko dostopali do kanalov, ki so potrebovali popravilo. Tla in stene kanalov so bili obloženi s cementom, streha pa je bila običajno obok. Cement je bil običajno tako visok, kot bi ga dosegla voda, kar naj bi bilo približno pol do dve tretjini. Obloga sten in tal s cementom je služila trem namenom, zaščititi pred porami in pronicanju, zagotoviti gladko kontaktno površino in narediti stično površino neprekinjeno in skupno brez konca na koncu.
Da bi ohranili rahel padec navzdol, akvadukti niso sledili neposredni poti do Rima, ampak so raje uporabili teren. Običajno je bil naklon majhen, da je bil pretok vode počasnejši, zato je bilo potrebno manj popravil. ki bi bili potrebni zaradi hitrejših vodnih tokov, ki povzročajo škodo; in ne preveč majhen, kar pomeni, da voda sploh ne bi tekla. Različne stopnje naklona so uporabljali iz različnih razlogov. Med potekom skozi predor na primer, bi lahko za pospešitev pretoka vode uporabili bolj strm naklon. Ker bi bilo popravilo v predorih manj verjetno, bi voda lahko tekla z višjo hitrostjo, nato pa bi se po prehodu v kanal moral ta zmanjšati, da bi se voda upočasnila na povprečno hitrost. V kasnejših obdobjih so bili za akvadukte uporabljeni visoki ločni mostovi preko dolin in na ravninah, nekateri celo 27 m od tal.

## Stroški
Akvadukti so se sprva financirali predvsem z zbiranjem premoženja iz vojne in pokroviteljstvom bogatih posameznikov. Davki so služili tudi za financiranje gradnje z obdavčitvijo osvojenih ljudi, ker akvadukti niso bili nikoli namenjeni sami sebi plačati, temveč so koristili rimskim prebivalcem. V republiških časih zasebna raba akvaduktne vode ni bila običajna, saj so se posamezniki oskrbovali le s prelivno vodo. V imperialnih časih je gradnja več akvaduktov pomenila, da je bilo na voljo več vode za prodajo za zasebno uporabo.

## Iskanje virov
Vir vode je bil empirična znanost. Ko vir našli, kot je izvir, jezero ali potok, je inženir moral določiti kakovost vode. Inženir je moral preizkusiti okus, jasnost in pretok vode ter potrebe in kompleksnost lokalnega prebivalstva, ki jo bo uporabljalo. Tla in kamnine so se uporabljale tudi kot kazalci. Glina je veljala za slab vir, medtem ko je bila 
rdeč tuf čist.

## Acqua Vergine
Acqua Vergine je renesančna rekonstrukcija akvadukta Aqua Virgo. Leta 1453 je papež Nikolaj V. obnovil glavne kanale Aqua Virgo in dodal številne sekundarne kanale pod Campo Marzio. Prvotni zaključek, imenovan mostra, kar pomeni 'mojstrovina', je bila veličastna, vzvišena stenska fontana, ki jo je oblikoval Leon Battista Alberti na Piazza dei Crociferi. Zaradi številnih dopolnitev in sprememb končnih točk vodov v letih, ki so sledila, v obdobju renesanse in baroka, je Acqua Vergine dosegel vrhunec v več čudovitih predelih - vodnjaku Trevi in vodnjakih na Piazza del Popolo.

### Potek
Dva ločena akvadukta izvirata iz vira za Acqua Vergine, za razliko od Aqua Virgo:
- Acqua Vergine Antica, ki še danes teče pod zemljo po nekaterih istih kanalih, ki so jih zgradili Agripovi inženirji, nadaljuje v Rim na severovzhodu pod Via di Pietralata, na mestu, ki se je prej imenovalo Fosso Pietralata, prečka Via Nomentana, teče proti zahodu proti in skozi park Vile Ada, ki poteka pod zahodnimi mejami Vile Borghese, prečka vrtove Vile Medičejcev in se iz Pincio spusti na Španski trg, se razteza pod renesančnim Rimom, da bi izbruhnil v spektakularni baročni mojstrovini na Kvirinalu, vodnjak Trevi.
- Acqua Vergine Nuova, ki teče v Rim iz severovzhoda pod Via Tiburtina, teče pod Pincio v Porta Pinciana, kjer se razcepi v 2 kanala:
  - en teče proti jugozahodu, da se poveže, ne pa združi z Acqua Vergine Antica tik za Španskim trgom in se spusti proti Pinciu, da izpusti svojo vodo skozi fine, elegantne curke levov na Piazza del Popolo.
  - en teče proti severozahodu pod Galoppatoio, zavije skozi vrtove vile Borghese, naredi oster južni zavoj proti Piazzale Flaminio, da se pojavi v triločni kaskadi na zahodnih pobočjih Pincia s pogledom na trg Piazza del Popolo.

### Iztoki
Danes, kot v starih časih, Acqua Vergine priskrbi nekaj najčistejše pitne vode v Rim, znane po svojih obnovitvenih lastnostih. Mnogi ljudje še danes polnijo posode za pitje in kuhanje v svojih čudovitih fontane, vključno z:t
- Vodnjak Trevi
- Vodnjaki na Piazza del Popolo
  - Cascade na Pincio
  - Levi osrednjega vodnjaka
  - Skupina Rim
- Fontana Panteon na trgu Piazza della Rotonda

- Fontana Colonna na trgu Piazza Colonna
- Vodnjak želv (Tartarughe) na Piazza Mattei
- Vodnjak na trgu Campo de' Fiori
- severni in južni vodnjak na Piazza Navona
  - Neptunov vodnjak
  - Mavrov vodnjak
- Vodnjaki Piazza Venezia
- Il Facchino (nosač) v ulici Via Lata
- Fontana della Barcaccia na Španskem trgu

- Il Babuino (pavijan) v ulici Via del Babuino